# Juti (Germani)
Juti (također Iuti ili Iutae) su bili germanski narod koji je naseljavao poluotok Jutland (lat.: Iutum, danas Jyland) koji je po njima i dobio svoje ime. 
U 5. stoljeću, uz Angle i Sase, napadaju otok Britaniju. Naselili su se u današnjem Kentu, na otoku Wightu i u dijelovima današnjeg Hampshirea (Wessex). Tu zajedno s Anglima i Sasima tvore dominantan narod nazvan Anglosaksonci. U 6. stoljeću se već malo čulo o Jutima.